# Arthur Hruska
Arthur Hruska (Innsbruck, 10 maggio 1880 – Monaco di Baviera, 13 gennaio 1971) è stato un dentista e botanico austriaco.

## Biografia
Arthur era uno studente di suo padre Josef ed era già impegnato in leghe dentali e protesi metalliche in gioventù. Ha completato la sua formazione in Belgio, Irlanda, Austria, Francia, Germania, Svizzera e negli Stati Uniti. Ha conseguito il dottorato nel 1906 a Monaco di Baviera e ha completato gli studi a Padova nel 1913. Fu chirurgo e traumatologo, ma anche biologo, etnologo e saggista.
Arthur Hruska si occupava di eziologia e terapia della parodontite. La descrisse come "una malattia che porta a cambiamenti nei tessuti e negli enzimi a causa di influenze e mutazioni ambientali" e lo comprese come una malattia caratteristica del mondo civilizzato e orientato al consumatore. Fu il primo a descrivere la terapia.

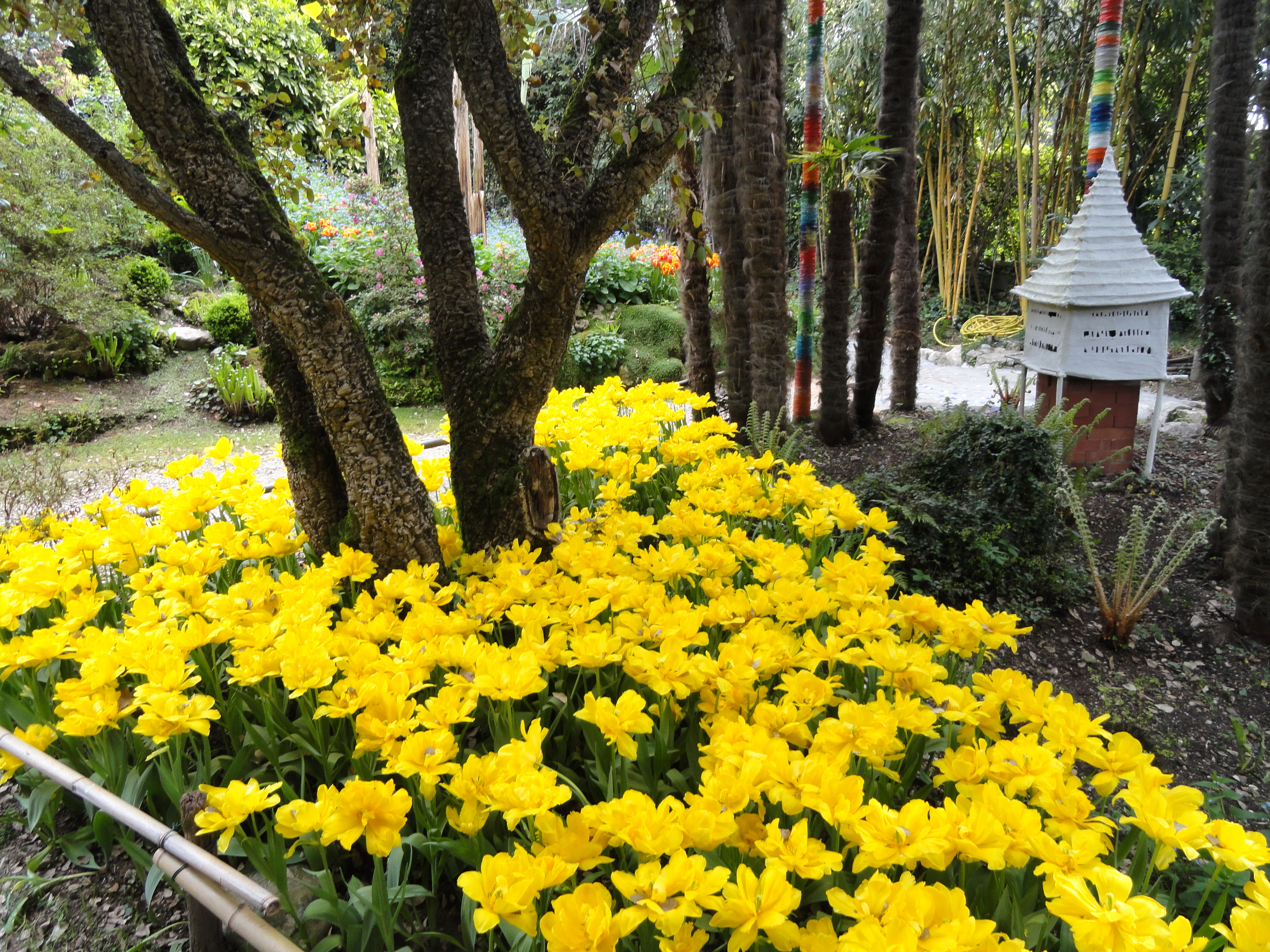
Gardone Riviera, Giardino botanico André Heller

Nel 1901 fu chiamato alla corte di San Pietroburgo. Lo zar gli ha permesso di esercitare la sua professione in tutta la Russia. Tuttavia, Hruska ha preferito tornare in Italia. Nel 1903 ha iniziato a trasformare 10.000 m² (1 ha) di un vigneto abbandonato a Gardone Riviera sul lago di Garda in un giardino con corsi d'acqua, stagni e sentieri. Hruska costruì vari piccoli laghi con l'acqua delle sorgenti vicine, collegò gli stagni con corsi d'acqua, che creò nel modo più naturale possibile. L'acqua manteneva il giardino umido e fresco, mentre gli alberi lo proteggevano dal vento e dal freddo. Il 30 settembre 1903, sposò l'olandese Cornelia Anna Lelsz (Corry) (nata il 14 gennaio 1874 a Buiksloot vicino ad Amsterdam, † il 23 agosto 1917 a Innsbruck). Hanno avuto quattro figli.
Come tutti gli austriaci, la famiglia Hruska dovette improvvisamente lasciare l'Italia durante la prima guerra mondiale. Nascosero i loro oggetti di valore nelle grotte e sotto la cascata nel giardino e fuggirono con una barca. In seguito si stabilirono a Bressanone. La famiglia Hruska ha ricevuto la cittadinanza italiana. Arthur Hruska ha continuato il suo lavoro medico in chirurgia plastica e ha operato lesioni alla mascella e al viso. Dopo la fine della prima guerra mondiale, la casa e il giardino di Gardone Riviera furono restaurati. Hruska ha viaggiato in tutto il mondo, compresi i Pirenei, l'Himalaya, Tenerife e la Cina. Ha studiato formazioni montane, raccolto piante e attraversato la Lapponia a piedi. Ha costruito un alpinum, un massiccio roccioso, per consentire alle piante di prosperare nel loro ambiente naturale. I suoi figli hanno quindi chiamato il giardino "Elephant Cemetery". Il giardino è lussureggiante e verde, ombreggiato da alti alberi esotici: conifere, palme, canfora, banani, erba di bambù, felci, agavi, gigli, arbusti possono essere visti nella giungla paesaggistica, piante acquatiche fioriscono lungo i torrenti e intorno agli stagni. Il giardino è stato acquistato dall'artista austriaco André Heller dal 1988. Dal 2022 appartiene alla famiglia Porsche. Il parco è aperto al pubblico ogni anno tra marzo e ottobre.

## Opere
- Die Stabilisierung gelockerter Zähne, Berlin 1912.
- Die Brücken, Interlaken 1927.
- Die Bewegung der Zähne als biologisches Problem der Zivilisation des Menschen, Berlin 1931.
- Die Zahnlockerung als biologisches Problem im Rahmen der menschlichen Domestikationserscheinungen, Berlin 1931.
- Die Zahntransplantation, Berlin 1939.
- 30jährige Erfahrungen mit der Parodontose-Therapie, Berlin 1942.
- Paradentosis of the cave-bear and some hominid fossils, in: Österreichische Zeitschrift für Stomatologie 45: 239–246 (1952)
- Arturo Hruska, Arturo Hruska (jr.), Giovanni Hruska, Kurt Hruska: Die inkorporierte mehrgliedrige Prothese; die sogenannte festsitzende Brücke, München 1956.